# Ballet clásico

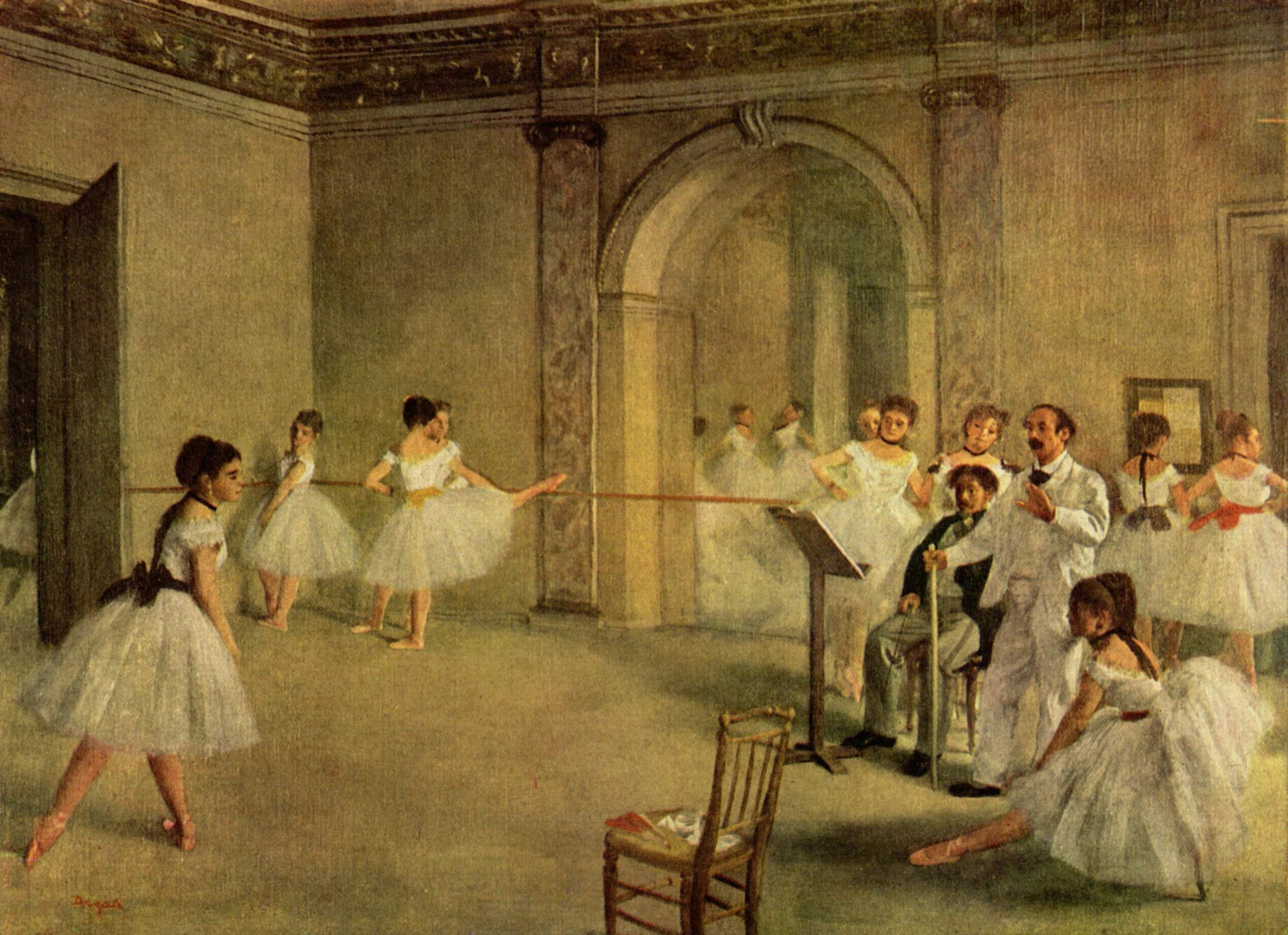
Sala de Ballet en la Ópera de la Rue Peletier, óleo de Edgar Degas, 1872

El ballet clásico es el más formal dentro de los estilos de ballet y adhiere a la técnica tradicional de ballet. Hay variaciones según el lugar de origen como el ballet ruso, el ballet francés, el ballet cubano o el ballet italiano. Entre sus características distintivas están el uso de las puntas, sus gráciles, sus fluidos y precisos movimientos, y sus cualidades etéreas.
Se originó en la corte del Renacimiento italiano y fue llevado a Francia por Catherine de Medici en el siglo XVI. Las cortes de ballet eran presentados por amateurs aristócratas en lugar de bailarines profesionales. 
En el siglo XVII, la popularidad del ballet comenzó a crecer, se comenzó a convertir en arte profesional. Dejó de presentarse por amateurs, las presentaciones de ballet comenzaron a incorporar movimientos acrobáticos que solo se podían interpretar por personas con muchas habilidades específicas. Debido a esto, se creó la primera escuela de ballet la Académie Royale de Danse, fue establecida por el rey Luis XIV en 1661. El propósito de la academia era mejorar la calidad del entrenamiento de este baile en Francia, e inventar una técnica que pudiera ser usada para transformar el ballet en una disciplina formal. Un tiempo después de que la academia se formó, en 1672, el rey Luis XIV estableció una compañía para presentarse llamada la Academie Royal de Musique de Dance (hoy conocida como la ópera de París), y se nombró a Pierre Beauchamp la cabeza.

## Características
Exige muchos años de preparación en forma y técnica. El vestuario propio son los leotardos y las mediasallas, con una falda opcional (tutú). Las bailarinas usan zapatillas de media-punta o punta completa usan gomas para proteger sus dedos hasta que sus músculos sean lo suficientemente fuertes y estén entrenados para usar y soportar las zapatillas de punta; los bailarines solo utilizan zapatillas de media-punta y en escasas ocasiones de punta para trabajar huesos de los pies como el empeine. Los huesos de los tobillos y de los pies deben ser lo suficientemente fuertes para ir en pointe (en punta) o inclusive usaban vestidos de gala cuando eran bailes para gente importante.
El ballet clásico está basado en pasos, posiciones y formas de cargar el cuerpo que se originaron fundamentalmente en el siglo XVIII con el trabajo de Jean-Georges Noverre.
A pesar de que en todo el mundo se comparte una misma base, hay variaciones regionales, y diversas escuelas, como el método de Agrippina Vagánova o el de Nicolai Legat (rusos ambos) o el de Enrico Cecchetti (italiano).
Actualmente se ha ido diversificando el ballet desde las técnicas hasta la soltura a la hora de bailarlo, siendo estas primeras la herramienta principal con la que se forma a un bailarín, la técnica proporciona la base del baile, para que con ella el bailarín sea libre de poder expresar lo que a él le plazca. La barra al piso es una técnica innovadora, ya que los trabajos que realizara el ejecutante en barra de ballet, (de pie) los realizara en el piso, jugando de esta manera con la gravedad, siendo esta una manera eficaz de trabajar el cuerpo pues los huesos de la columna se alinean desde la cabeza hasta el coxis, permitiendo también una mejor conciencia del trabajo corporal. 
El ballet o danza clásica es un género dramático cuya acción es representada por medio de pantomimas y danzas. Es también el nombre específico dado a una forma concreta de danza y su técnica. Según las épocas, los países o las corrientes el espectáculo coreográfico puede incluir: danza, mímica, texto y música (de orquesta y coral), decorados y maquinaria.
También se utiliza el término ballet para designar la pieza musical compuesta, a propósito, para que sea interpretada por medio de la danza.

## Tipo de calzado
Las zapatillas de ballet, son zapatillas ligeras diseñadas específicamente para la práctica del ballet. Se hacen de cuero, lona, o satén suave y tienenro, gris o blanco. Tradicionalmente, las mujeres los llevan rosados y los hombres blancos, mientras que los colores carne o marrones que dan la apariencia de bailar descalzo son llevados tanto por hombres como por mujeres.
Los bailarines de ballet principiantes y los bailarines de ballet menores de aproximadamente doce años llevan zapatillas exclusivamente mientras entrenan y actúan, mientras que las bailarinas de sexo femenino más avanzadas pueden llevar zapatillas de ballet o zapatillas en punta cuando las circunstancias lo requieren. A los bailarines jóvenes les está restringido el uso de zapatillas de ballet hasta que se osifiquen sus huesos y sus músculos sean suficientemente fuertes para poder bailar en punta. Los bailarines de sexo masculino llevan casi siempre zapatillas de ballet suaves.
Las escuelas de ballet imparten típicamente clases de técnica, en las cuales los bailarines llevan solamente zapatos de ballet llamados media punta (1/2), y de punta, en que los estudiantes llevan primero los zapatos de ballet para calentar en la barra, y después cambian a zapatillas de punta para los ejercicios de centro. Muchas escuelas de ballet exigen por lo menos cinco años de entrenamiento antes de permitir que sus bailarines vayan en punta.

## Zapatillas de puntas
Las zapatillas de puntas son un tipo de calzado de ballet similar a las zapatillas anteriormente descritas pero con refuerzo en la parte anterior de las mismas. Su objeto es que las bailarinas de ballet se eleven sobre ellas apoyando el peso de todo su cuerpo sobre la punta. El objetivo de las zapatillas de puntas es proporcionar una apariencia ligera y estilizada de la bailarina durante la representación, que parezca levitar sobre el suelo o que no haga ruido al caer tras un salto.
Su origen se remonta al nacimiento de los ballets románticos en el siglo XIX. Se considera que una de las primeras bailarinas en emplear este tipo de zapatillas fue Marie Taglioni en el ballet La sílfide en 1832 utilizando la técnica de puntas. En un principio, las bailarinas introducían algodón para reforzar la punta mientras que en la actualidad la zapatilla cuenta con una estructura rígida en la que se apoyan los dedos.
Las zapatillas de puntas no se utilizan hasta el segundo o tercer año de enseñanza. En los ensayos, se emplean al final de los ejercicios de barra y su uso es progresivo para reforzar los músculos del pie y adquirir el equilibrio necesario para posarse sobre ellas. Existen zapatillas con diferente nivel de rigidez en su suela. La elección de una u otra dependerá de la bailarina en función del grado de fortaleza de su pie.1 Para ello tiene que practicar todo un año con las 1/2 puntas (las zapatillas nombradas anteriormente).